# 堀越学園高等学校
もしかして
- 堀越高等学校

ではありませんか？